# Hyperthymésie
 (octobre 2017).
Si vous disposez d'ouvrages ou d'articles de référence ou si vous connaissez des sites web de qualité traitant du thème abordé ici, merci de compléter l'article en donnant les références utiles à sa vérifiabilité et en les liant à la section « Notes et références ».
L'hyperthymésie, ou syndrome hyperthymésique (du grec  huper, avec excès, et thymesis, se souvenir), ou encore Highly Superior Autobiographical Memory (HSAM) désigne une condition psychologique extrêmement rare caractérisée par une capacité exceptionnellement supérieure à accéder à des souvenirs autobiographiques, c'est-à-dire une exaltation de la mémoire épisodique. Cette forme d'hypermnésie est considérée comme pathologique lorsque la personne souffrant d'hyperthymésie se plaint de ne pouvoir oublier des souvenirs pénibles. Un autre élément caractéristique du syndrome est le fait que le patient consacre une proportion anormalement élevée de son temps d'éveil à penser à son passé.

## Caractéristiques
Une personne ayant une hyperthymésie mémorise des détails de façon involontaire, et peut se rappeler par exemple le numéro de plaque d'immatriculation d'un taxi deux ans après, ou le menu d'un repas consommé 20 ans auparavant.
Louise Owen  fait partie des six Américains dont les chercheurs pensent en 2010 qu'ils ont une hyperthymésie. À 37 ans, elle peut se rappeler des détails de pratiquement chaque jour de sa vie depuis l'âge de 11 ans. Interrogée sur neuf évènements locaux ou internationaux, elle s'en est remémoré sept,.

## Origine du terme
Le terme « syndrome hyperthymestique » a été inventé en 2006 par une équipe de chercheurs de l'université de Californie, comprenant Elizabeth Parker, Larry Cahill and James McGaugh, qui a publié le cas de « A.J. » dans la revue Neurocase.
Le premier cas documenté est celui de Jill Price, américaine née en 1965 et diagnostiquée au début des années 2000 par James McGaugh, professeur en neurobiologie à l'Université de Californie à Irvine.

## Causes
Les mécanismes et les causes de l'hyperthymésie sont encore inconnus. Moins de 100 personnes dans le monde possèdent cette faculté.
A l'Université d'Édimbourg, des chercheurs (Julia Simnera, Neil Mayo, Mary-Jane Spiller, 2009) ont mené des expériences et affirment que les résultats suggèrent  que « des compétences supérieures en codage/récupération temporelles sont un avantage général de la synesthésie espace-temps » et pourraient être la clé des capacités exceptionnelles des hyperthymestiques. La synesthésie « espace-temps » est un type de synesthésie reliant le temps à la dimension de l'espace par le biais d'une cartographie mentale du temps dans l'espace. Les chercheurs citent Elizabeth Parker qui a étudié le cas de l'hyperthymésique « A.J. ». A.J. a dans son esprit des « calendriers mentaux » visuels, qui, lorsqu'elle les retranscrit sur papier, s'avèrent être des ronds ou des ovales, avec le mois de janvier à 11 h, et qui se remplissent dans le sens inverse des aiguilles d'une montre, sans qu'elle puisse expliquer pourquoi elle fait ainsi. Les chercheurs d'Édimbourg estiment que les synesthètes de l'espace-temps n'ont pas forcément un syndrome hyperthymestique. Ils se basent sur Elizabeth Parker, qui identifie deux caractéristiques nécessaires à cette condition : non seulement une capacité prodigieuse avec des dates dans le temps, mais aussi une compulsion qui les entraîne à passer un temps anormalement élevé à penser au passé, ce qui n'est pas le cas des synesthètes étudiés par les chercheurs d'Édimbourg. Ces derniers n'ont pas observé chez eux « d'emprisonnement par leurs souvenirs passés ».
Selon les chercheurs d'Édimbourg, les synesthètes étudiés semblent avoir des dons inférieurs à ceux d'A.J.. Les chercheurs émettent l'hypothèse que l'obsession observée chez les hyperthymestiques renforce l'efficacité des calendriers mentaux. Ils basent leur hypothèse sur des comptes rendus antérieurs faisant, pour les capacités mémorielles prodigieuses, un lien explicite entre la synesthésie et les comportements obsessionnels. Par exemple, selon Baron-Cohen (2007), rapporte le cas d'un autiste dont le savantisme pourrait découler de son caractère obsessionnel associé a une synesthésie de la couleur des chiffres.
La synesthésie est une particularité neurologique non pathologique.
Le psychologue Gary Marcus a étudié le cas de l'hyperthymésique Jill Price. Il estime que sa mémoire exceptionnelle est liée au fait qu'elle pense au passé de façon obsessionnelle. D'après Gary Marcus, Jill Price ne se livre pas volontairement à une rumination du passé, mais lorsqu'elle le fait, cela renforce les liens entre ses souvenirs. Jill Price s'est fait faire un scanner du cerveau dont les résultats n'ont pas été divulgués. Mais elle affirme que les médecins qui l'on examiné ont relevé des similarité avec les cerveaux de personnes atteintes de troubles obsessionnels compulsifs (TOC). De plus, Gary Marcus a remarqué que Jill Price peut avoir de grosses lacunes concernant des évènements aussi importants que des élections présidentielles ou bien qu'elle n'est pas capable de mémoriser une longue liste de mots. Il note qu'elle a un journal intime de 50 000 pages et estime que sa mémoire n'est hors norme que lorsqu'il s'agit d'elle-même.
Selon Gary Marcus, trois autres personnes hyperthymésiques identifiées après Jill Price avaient également des comportements ressemblant à des TOC. Gary Marcus estime que les hyperthymésiques qu'il a étudié sont « obsédés » par les dates et les événements. Il suppose qu'une majorité de personnes pourraient avoir une mémoire de leur vie très détaillée « s'ils la contemplaient avec la même intensité maniaque ». Ayant expliqué sa théorie à James McGaugh, Gary Marcus rapporte que ce dernier a concédé que cela pourrait être juste, déclarant : « Nous restons perplexes et ouverts à des interprétations alternatives ».
Elizabeth Parker, qui a étudié le cas d'A.J., estime que cette dernière a des tendances obsessionnelles associées à un trouble frontostriatal neurodéveloppemental.

## Inconvénient et avantage
Jill Price, diagnostiquée hyperthymestique, est co-auteur d'un livre racontant la difficulté de vivre avec cette maladie : « La femme qui ne peut pas oublier ». Selon The Independent, « souffrir d'hyperthymésie ne se limite pas à avoir une inégalable capacité à se souvenir de toutes sortes de détails. Cela suppose aussi que lorsqu'un événement négatif survient, il est bien plus difficile de tourner la page ». Mais Joey deGrandis, qui a également des capacités mémorielles exceptionnelles, n'est pas affecté par son don, au contraire, il s'en sert pour briller en société. Et il déclare : « Je me considère chanceux, j'ai jusqu'à présent eu une vie plutôt heureuse donc j'ai surtout des souvenirs agréables. » Louise Owen considère également que sa faculté de mémoire est un don et non une malédiction,.